# Scotophilus tandrefana
Scotophilus tandrefana é uma espécie de morcego da família Vespertilionidae. Endêmica do oeste de Madagascar, é eregistrado de duas localidades: Parque National Tsingy de Bemaraha e Sarodrano.